# Sparta (Illinois)
Sparta é uma cidade localizada no estado americano de Illinois, no Condado de Randolph.

## Demografia
Segundo o censo americano de 2000, a sua população era de 4486 habitantes.
Em 2006, foi estimada uma população de 4354, um decréscimo de 132 (-2.9%).

## Geografia
De acordo com o United States Census Bureau tem uma área de
23,8 km², dos quais 23,4 km² cobertos por terra e 0,4 km² cobertos por água.

## Localidades na vizinhança
O diagrama seguinte representa as localidades num raio de 16 km ao redor de Sparta.